# سید محمد حسینی زنجانی
سید محمد حسینی الموسوی زنجانی (زاده ۱۳۲۶ در قم) فقیه شیعه، از مراجع تقلید اهل ایران و تولیت مسجد و مدرسه علمیه سید زنجان است.

## تولد و خانواده
سید محمد حسینی زنجانی در فروردین ماه سال ۱۳۲۶ شمسی در شهر قم در خاندان علم و فقاهت به دنیا آمد.
پدر وی سید عزالدین حسینی زنجانی از شاگردان سید محمد حجت کوه‌کمری و سید حسین بروجردی در فقه و اصول و از شاگردان سید روح‌الله خمینی و سید محمد حسین طباطبایی در فلسفه بود.
جد وی میرزا محمود حسینی زنجانی بود که در فقه و اصول از شاگردان میرزای نائینی، آقا ضیاء عراقی، شیخ الشریعه اصفهانی، سید محمدکاظم یزدی و محمدحسین غروی اصفهانی بود. وی با محمدحسین غروی اصفهانی مکاتبات عرفانی داشت. وی با حکومت پهلوی مبارزه و مخالفت کرد و در مجلس مؤسسان با به سلطنت رسیدن رضاخان مخالفت کرد. جد اعلای او فقیه مورد احترام و با نفوذ زنجان در عصر قاجار سید محمد مجتهد سردانی مشهور به سید مجتهد بود.
لازم است ذکر شود جد مادری وی محمدکاظم فائق طهرانی از علمای تهران و بنیان‌گذار مسجد فائق بود و نیز دائی او مصطفی فائق از علمای تهران بوده‌است.

## اجداد
پنج تن از پدران وی از فقها و مراجع تقلید زمان خود و نیز امام جمعه زنجان بودند. نسب خاندان او با بیست و هفت واسطه به امام چهارم شیعیان علی بن حسین می‌رسد. شجره‌نامهٔ وی عبارت است از:
محمد بن عزالدین بن محمود بن ابوالفضائل بن عبدالواسع بن محمد بن قاسم بن عزالدین محمد بن جعفر بن حسین بن عباس بن محمد بن ابراهیم بن حسن بن علی بن خلیل بن محمد بن علی بن اسماعیل بن جعفر بن محمد الفرو بن احمد بن ابوالفضل العباس بن یحیی بن یحیی بن حسین ذوالدمعه بن زید بن علی بن حسین بن علی بن ابی طالب.

## تحصیلات و استادان
سید محمد حسینی زنجانی در کودکی همراه پدر خود به زنجان برگشت و مقدمات و سطوح اولیه دروس حوزوی را نزد پدر و در حوزه علمیه زنجان فراگرفت. در سال ۱۳۴۳ به قم عزیمت کرده و بخش عمده سطوح عالیه را نزد مرتضی بنی فضل و سید ابوالفضل موسوی تبریزی تحصیل کرد. در اواخر سال ۱۳۴۵ به جهت فعالیت‌های انقلابی و انتقال پیام‌ها و مسائل مربوط به نهضت روح‌الله خمینی به پدر خود از طرف ساواک مورد تعقیب قرار گرفت و مجبور به ترک شهر قم شد.
وی پس از ترک قم، به شهر مشهد رفته و بخش دیگری از سطوح عالیه را نزد سید ابراهیم علم الهدی سبزواری و غلامرضا نمائی تحصیل کرد.
او پس از اتمام دروس سطح، در دروس خارج فقه و اصول سید محمدهادی میلانی، سید ابراهیم علم الهدی سبزواری و سید عزالدین حسینی زنجانی حاضر شد و مدت طولانی از دروس این سه فقیه بهره‌مند گردید؛ و سپس به قم بازگشته و به مدت شش سال در درس خارج اصول حسین وحید خراسانی حضور یافته و از دروس او بهره‌مند گردید.
او در فلسفه عمدتاً از دروس پدر خود بهره برده و «شرح منظومه» حکیم سبزواری و «نهایة الحکمه» سید محمد حسین طباطبایی را نزد عزالدین حسینی زنجانی تحصیل کرد.

## تدریس و فعالیت‌های علمی و اجتماعی
حسینی زنجانی پس از اتمام تحصیلات به زنجان برگشته و به نیابت از پدر خود تولیت مسجد و مدرسه سید را به عهده گرفته و در مسجد جامع زنجان (مسجد سید) به اقامه نماز و سخنرانی و بیان احکام شرعی پرداخته و حوزه علمیه سید را مطابق برنامه مرکز مدیریت حوزه‌های علمیه فعال کرده و طلاب علوم دینی از سطح هفت تا سطح ده تحت مدیریت وی در این حوزه مشغول تحصیل هستند.
وی در حوزه علمیه زنجان یک دوره «کفایه الاصول»، یک دوره کامل خارج «کتاب الصوم»، یک دوره کامل خارج «کتاب الخمس» و یک دوره کامل خارج «کتاب الحج» را بر مبنای جواهر الکلام (مجموعاً به مدت پانزده سال) و تفسیر قرآن (به شیوه‌ای نو و بر اساس ترتیب نزول سوره‌ها) تدریس کرده‌است.

## امامت جمعه زنجان
برخی منابع مدعی شده‌اند او در سال‌های اخیر پیشنهادهای مختلف برای پذیرش امامت جمعه زنجان را رد کرده و ترجیح داده‌است که به مشاغل حوزوی اکتفا کند. این در جایی است که حتی مردم شهر زنجان برای پذیرفتن امامت جمعه این شهر توسط وی طومار نوشتند.

## هجرت به مشهد
وی پس از درگذشت پدرش سید عزالدین حسینی زنجانی  به درخواست جمعی از روحانیون حوزه علمیه مشهد و همچنین عده‌ای از مقلدین پدرش و مردم مشهد به این شهر هجرت کرده و در آنجا فعالیت‌های علمی و اجتماعی خود را پی گرفته‌است و فعلاً درس خارج فقه او در مدرسه خویی در مشهد برقرار است.

## انتشار منتخب رسالهٔ توضیح المسائل
حسینی زنجانی پس از گذشت مدتی از درگذشت پدرش و بنابر درخواست عدهٔ زیادی از اهالی زنجان و مشهد اقدام به انتشار رساله عملیه نمود.
چاپ اول منتخب رساله توضیح المسائل وی در دی ماه ۱۳۹۲ شمسی بوده و تاکنون به چاپ چهارم رسیده‌است. این در حالی است که شاگردان و نزدیکانش او را چندین سال است که به عنوان مجتهد و فقیه می‌دانستند حتی در زمان حیات پدرش. وی از سید ابراهیم علم الهدی سبزواری (شاگرد برجسته و صاحب اجازه از سید محمدهادی میلانی)، سید محمدباقر شیرازی، عبدالکریم حقیقت ارسنجانی، فاطمی ابهری و پدرش سید عزالدین حسینی زنجانی اجازه اجتهاد مطلق دارد.

## آثار و تألیفات
برخی از آثار منتشر شده و در دست انتشار وی به شرح زیر است:
- رسالهٔ توضیح المسائل - چاپ چهارم - ۱۳۹۳.
- حکمت فاطمی - تحقیق و تحریر شرح خطبه حضرت زهرا (سلام الله علیها)، تألیف سید عزالدین حسینی زنجانی، چاپ سیزدهم، ۱۳۹۱.
- زیارت عاشورا (بیان آداب، برکات، شرایط زیارت و شرح فرازهایی از زیارت)، چاپ اول، ۱۳۸۳.
- اجتهاد مبین، پرسش‌ها و مباحثاتی در فقه استدلالی (به ضمیمه «رساله فی اعتبار سند زیارة العاشوراء»)،
- مجموعه سخنرانی‌های سید محمد حسینی زنجانی (لوح فشرده)، مرکز تحقیقات کامپیوتری علوم اسلامی (نور)، ۱۳۹۲.
- تعارض الادله (تقریرات درس خارج اصول سید محمد حسینی زنجانی)، محمد الالوان، آماده انتشار.
- تعلیقه بر تحریر الوسیله، در دست تکمیل و آماده‌سازی.
- تفسیر نور العتره (تفسیر قرآن کریم بر اساس ترتیب نزول)، به صورت صوتی.